# بوروفو، بلغارستان
بوروفو شهری در استان روسه کشور بلغارستان است که جمعیت آن در سال ۲۰۰۱ میلادی ۲٬۶۱۳ نفر بوده‌است.